# Ernannte Hamburgische Bürgerschaft
Die Ernannte Bürgerschaft in Hamburg war ein nach dem Zweiten Weltkrieg eingesetztes Gremium zur Kontrolle des Hamburger Senats. Sie war die Vorgängerin der gewählten Hamburgischen Bürgerschaft. Vergleichbare Ernannte Landtage wurden auch in anderen Bundesländern eingerichtet.

## Allgemeines
Es wurden 81 Abgeordnete für das Parlament zugelassen. Die Bürgerschaft setzte sich aus den 13 Mitgliedern des ernannten Hamburger Senats unter Rudolf Petersen, aus 17 von den Parteien nominierten Politikern, 45 ständischen Vertretern sowie aus 6 Abgeordneten aus Bergedorf und Harburg zusammen. Die einzelnen Mitglieder wurden von den Parteien und Organisationen vorgeschlagen und wurden dann von der britischen Besatzungsmacht bestätigt. Die Bürgerschaft sollte ein breites politisches Spektrum widerspiegeln. Ausgeschlossen waren Bürger, die durch eine NSDAP-Mitgliedschaft oder aufgrund enger Zusammenarbeit mit dem NS-Regime durch die Militärbehörden ausgeschlossen worden waren.

## Die Fraktionen

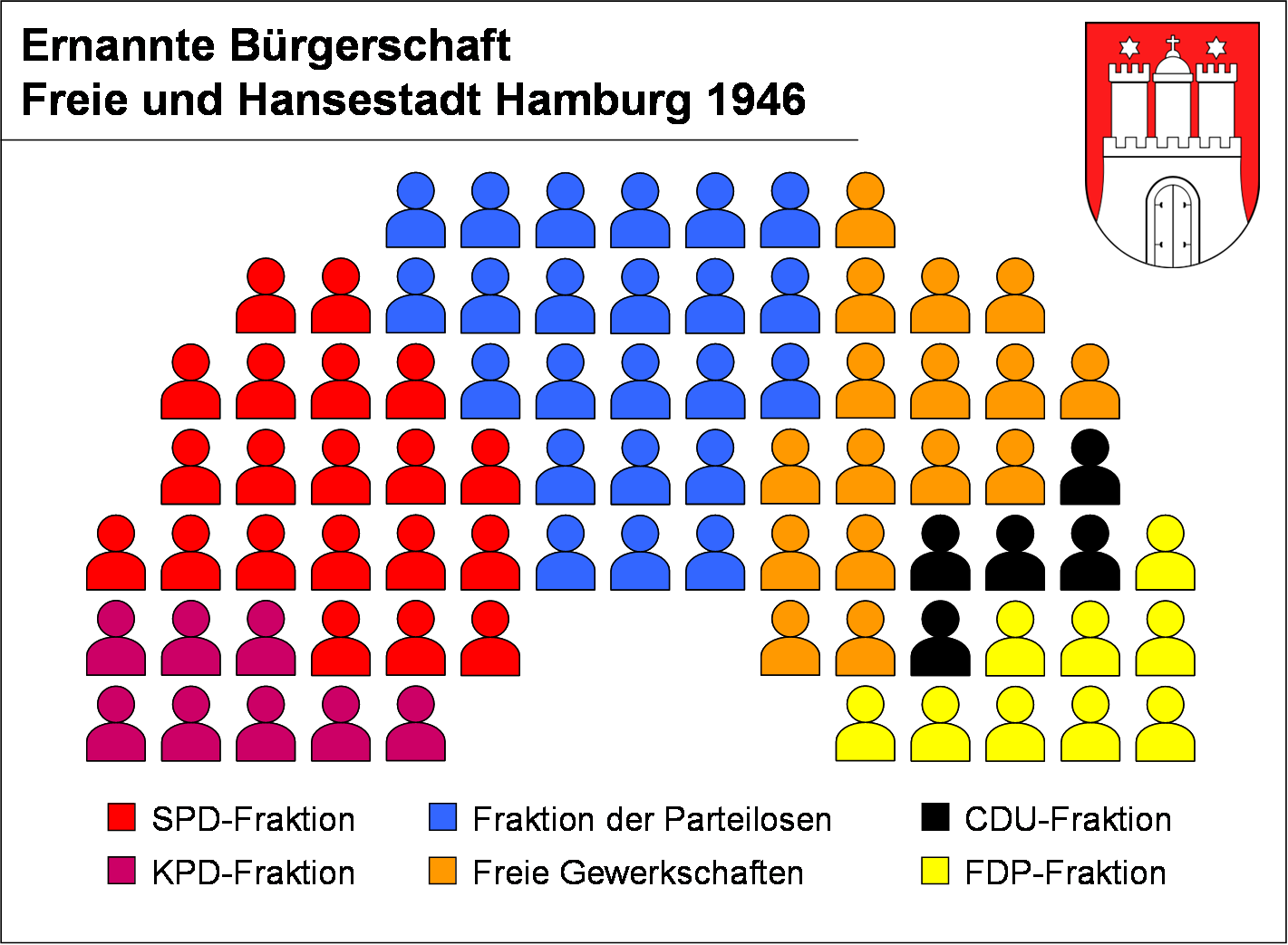
Sitzverteilung der ernannten Bürgerschaft

Noch vor der ersten regulären Sitzung der neugeschaffenen Bürgerschaft am 27. Februar 1946 trafen sich die Mitglieder und bildeten die Fraktionen. Es entstanden sechs Fraktionen:
- Parteilose (23 Sitze, bis Sommer 1946, danach selbständig aufgelöst)
- SPD (20 Sitze)
- Gewerkschaftsfraktion (16 Sitze)
- FDP (9 Sitze)
- KPD (8 Sitze)
- CDU (5 Sitze)

Die Sonderstellung der beiden Fraktionen der Fraktionslosen und der freien Gewerkschaft wird im Weiteren unten erklärt.

### Parteien
Die SPD, KPD und die FDP konnten auf bestandene Strukturen und Persönlichkeiten zurückgreifen, wobei die FDP eine neue Partei war, die jedoch durch eine starke personelle Kontinuität an die Deutsche Demokratische Partei (DDP) der Weimarer Republik anknüpfen konnte.
Die CDU wurde erst zu Beginn der Besatzungszeit gegründet, konnte sich aber von Anfang an als bürgerliche Kraft in der Hansestadt profilieren. Vor der ersten freien Wahl im Herbst 1946 konnte niemand genau sagen, wie viele Anhänger und potentielle Wähler die Partei binden könnte.

### Fraktion der Parteilosen
Die Mitglieder, die nicht über die Parteien vorgeschlagen wurden, sondern ständische Vertreter waren, hatten sich zum großen Teil an andere Fraktionen gebunden. 23 Mitglieder waren fraktionslos und bildeten die „Fraktion der Parteilosen“. Unter ihnen befand sich auch der Bürgermeister Rudolf Petersen sowie Gerd Bucerius. Im Sommer brach diese Fraktion auseinander. Ein Großteil wandte sich der CDU zu. Die wenigsten blieben als „Parteilose“ in der Bürgerschaft. 

### Gewerkschaftsfraktion
Die Freien Gewerkschafter waren fast alle SPD-Mitglieder, blieben aber bis zum Ende der ernannten Bürgerschaft ihrer Fraktion verbunden. Kurios ist die Fraktion aus dem Grund, dass die britische Besatzungsmacht den Gewerkschaften eigentlich jede politische Tätigkeit untersagt hatte. Durch ihre Beteiligung an der ersten Bürgerschaft wurde dieses Verbot aber ad absurdum geführt.

## Aufgaben
Die Hauptaufgabe der ernannten Bürgerschaft sollte die Erarbeitung einer neuen Verfassung sein. Der Senat hatte bereits eine sehr ausgereifte „Arbeitsgrundlage“ vorgelegt, die zudem die Unterstützung der Briten fand. Weil jede Änderung ein viel zu großer Aufwand gewesen wäre und ein gewähltes Parlament in Sichtweite war, wurde nichts an dem Entwurf verändert. Die Ernannte Bürgerschaft verabschiedete am 15. Mai 1946 diese vorläufige Verfassung für das Land Hamburg als Bestandteil der britischen Besatzungszone.
Im Nachhinein war eine der Aufgaben die schrittweise Einführung demokratischer Elemente in der Stadt. Zudem bildeten und entwickelten sich die Parteien mit zum Teil neuem Profil. Eine wirkliche Kontrollfunktion hatte das Parlament nicht, weil der Bürgermeister und der Senat nicht an Beschlüsse der Bürgerschaft gebunden waren.

## Abschluss der Arbeit und erste freie Wahlen
Am 8. Oktober 1946 beendete die Ernannte Bürgerschaft ihre Arbeit.
Die Militärregierung erließ 1946 ein Wahlgesetz nach britischem Vorbild (relatives Mehrheitswahlrecht), aufgrund dessen am 13. Oktober 1946 die erste freie Bürgerschaftswahl seit dem 24. April 1932 stattfand. Wahlsieger war die SPD (43,1 % der Stimmen, 75,5 % der Sitze), zum Bürgermeister wurde Max Brauer, zum Präsidenten Adolph Schönfelder gewählt.